# Christophe Felder
 (septembre 2015).
Si vous disposez d'ouvrages ou d'articles de référence ou si vous connaissez des sites web de qualité traitant du thème abordé ici, merci de compléter l'article en donnant les références utiles à sa vérifiabilité et en les liant à la section « Notes et références ».
Christophe Felder, né en 1965 à Benfeld dans le Bas-Rhin, est un pâtissier chocolatier glacier confiseur français.

## Biographie
Christophe Felder passe son enfance à Schirmeck en Alsace, où son père est boulanger-pâtissier. Il suit une formation à Strasbourg chez le pâtissier Litzler-Vogel puis chez Bourguignon à Metz. À 17 ans, il obtient sa première médaille d'or avec les félicitations du jury à la Foire européenne de Strasbourg. 
Après avoir fait ses preuves chez Fauchon et Guy Savoy, à 23 ans il entre à l'hôtel de Crillon comme chef pâtissier et honorera ce poste durant 15 ans.
Christophe Felder est considéré par certains critiques comme le créateur des desserts à l'assiette. Il les a rendus célèbres et a insufflé le renouveau dans les desserts en France. Il a révolutionné l'organisation de la pâtisserie dans l’hôtellerie de luxe, en particulier dans les palaces. Aujourd'hui on y retrouve ses bases. C'est le premier à avoir arrêté le chariot de desserts, afin d'améliorer la fraîcheur des pâtisseries qui sont aujourd'hui fabriquées au jour le jour.
Auteur également du best-seller Pâtisserie aux éditions de La Martinière vendu à plus de 1,3 million d'exemplaires, livre de pâtisserie le plus vendu au monde à ce jour en 2022.
Il collabore également avec la société de pâtisserie française Henri Charpentier, la première au Japon, premier fabricant mondial de financier pur amande (Guiness book), et qui compte plus de 150 magasins, en fabriquant ses pâtisseries à la main tous les jours.
Christophe Felder est élevé au grade de chevalier des Arts et des Lettres en 2004. La même année, après son départ de l'hôtel de Crillon, il lance les premiers cours de pâtisserie artisanale  seulement destinés au grand public amateur. À partir de 2005, il reprend des établissements hôteliers, notamment l'hôtel Kleber de Strasbourg avec plusieurs amis d'enfance.
De l’hôtel Gouverneur à Obernai
Victoria à Strasbourg 
Hôtel Rose à Strasbourg 
Il apparait dans MasterChef lors d'une épreuve sous pression le 20 septembre 2012 et présente une œuvre à reproduire : la Valentine.
Fin 2012, il reprend une pâtisserie à Mutzig, en Alsace, avec Camille Lesecq (ancien chef pâtissier du palace parisien Le Meurice, pâtissier de l'année 2010). La pâtisserie s’appelle aujourd’hui  "Les Pâtissiers" (29, rue du Maréchal-Foch). 

## Distinction
- Chevalier de l’Ordre des Arts et des Lettres.
- Chevalier de l'Ordre du mérite national.